# Plumichiton diadema
Plumichiton diadema är en insektsart som beskrevs av Henderson, Hodgson in och Hodgson 2000. Plumichiton diadema ingår i släktet Plumichiton och familjen skålsköldlöss. Inga underarter finns listade i Catalogue of Life.